# Spółgłoska boczna uderzeniowa z retrofleksją
Spółgłoska boczna uderzeniowa z retrofleksją – rodzaj dźwięku spółgłoskowego występującego w językach naturalnych. W Międzynarodowym alfabecie fonetycznym oznaczana jest symbolem [r], lecz z powodu braku wsparcia znaku w czcionkach może być oznaczana jako [ɭ̆] lub [ɺ̣].

## Artykulacja
W czasie artykulacji podstawowego wariantu [𝼈]:
- powietrze jest wydychane z płuc – jest to spółgłoska płucna egresywna
- podniebienie miękkie i języczek blokują wejście do nosa – jest to spółgłoska ustna.
- czubek języka dotyka dziąseł – jest to spółgłoska dziąsłowa
- czubek języka przylega ściśle do dziąseł, ale wydychane powietrze przepływa po bokach języka – jest to spółgłoska boczna.
- kontakt artykulatorów jest bardzo krótki – jest to spółgłoska uderzeniowa
- czubek języka dotyka podniebienia twardego – jest to spółgłoska z retrofleksją
- więzadła głosowe drżą – jest to zasadniczo spółgłoska dźwięczna.

## Przykłady
| Język  | Słowo      | MAF    | Znaczenie |       |
| ------ | ---------- | ------ | --------- | ----- |
| tarama | —          | [paɨ𝼈] | pchać     | [ 1 ] |
| paszto | ړوند/llund | [𝼈und] | ślepy     | [ 2 ] |